# Новые Горки (Старорусский район)
Новые Горки — деревня в Старорусском районе Новгородской области в составе Залучского сельского поселения.

## География
Находится в южной части Новгородской области на расстоянии приблизительно 44 км на юго-восток по прямой от районного центра города Старая Русса.

## История
В 1908 году здесь (Старорусский уезд Новгородской губернии) был учтен 31 двор.

## Население
Численность населения: 175 человек (1908 год), 10 (русские 100 %) в 2002 году, 14 в 2010.